# Seznam čeških šahistov
Seznam čeških šahistov.

## B
- Vlastimil Babula

## C
- Rudolf Charousek

## D
- Oldřich Duras

## E
- Květa Eretová

## F
- Miroslav Filip
- Salo Flohr (1908-1983) (češ.-sovj.)
- Jan Foltys (1908-1952)

## H
- Vlastimil Hort
- Karel Hromádka

## J
- Jana Jacková
- Blažena Janečková
- Vlastimil Jansa

## K
- Lubomír Kaválek
- Jan Kotrč
- Čeněk Kottnauer
- Jan Kvíčala

## L
- Viktor Láznička

## M
- Věra Menčíková

## N
- David Navara
- Kateřina Němcová

## P
- Luděk Pachman
- Jiří Pelikán (češko-argentinski)
- Soňa Pertlová
- Lenka Ptáčníková (češko-islandska)

## R
- Richard Réti

## S
- Jan Smejkal
- (Wilhelm Steinitz)

## T
- Viktor Tietz
- Karel Traxler
- Karel Treybal

## V
- Petr Velička